# Buttenwiesen
Buttenwiesen este o comună aflată în districtul Dillingen an der Donau, landul Bavaria, Germania.